# Islotes Furque
Die Islotes Furque sind eine Gruppe von Inseln und Klippen in der Gruppe der Joinville-Inseln vor der Nordspitze der Antarktischen Halbinsel. Sie gehören zu den Wideopen Islands nördlich der Joinville-Insel. Die größte Insel der Gruppe trägt den Namen Islote Furque.
Wissenschaftler einer von 1953 bis 1954 durchgeführten argentinischen Antarktisexpedition benannten sie nach Segundo Furque, einem Besatzungsmitglied der Korvette Uruguay bei der 1903 durchgeführten Rettungsfahrt für die in Not geratenen Teilnehmer der Schwedischen Antarktisexpedition (1901–1903) unter der Leitung Otto Nordenskjölds.